# Styrax benzoin
Espèce
Synonymes
- Benzoin officinale Hayne[2]
- Benzoina vera Raf.[2]
- Cyrta dealbata Miers[2]
- Plagiospermum benzoin Pierre[2]
- Styrax benjuifer Stokes[2]

Le Benjoin, Styrax benzoin, est une espèce de plantes à fleurs de la famille des Styracaceae. C'est un arbre originaire de Sumatra et d'Indonésie, mais cultivé dans d'autres régions tropicales. Il peut atteindre 12 mètres de haut

## Utilisation
Dans plusieurs pays d'Asie, la résine de styrax est utilisée depuis des siècles dans les cérémonies religieuses, en tant que composante de l'encens dans les temples et les soins personnels aromatiques et cosmétiques à la maison.
Utilisé dans la médecine traditionnelle orientale, en particulier dans l'Ayurveda, il est présenté comme un diurétique, antiseptique, expectorant et anti-inflammatoire [réf. nécessaire]. Styrax est censé calmer le système nerveux, être bénéfique sur la peau ainsi que sur le système respiratoire et le système hormonal.
Le benjoin est inscrit dans certains pays comme un additif alimentaire E906, mais non autorisé en France.